# بنزيل بنسيلين

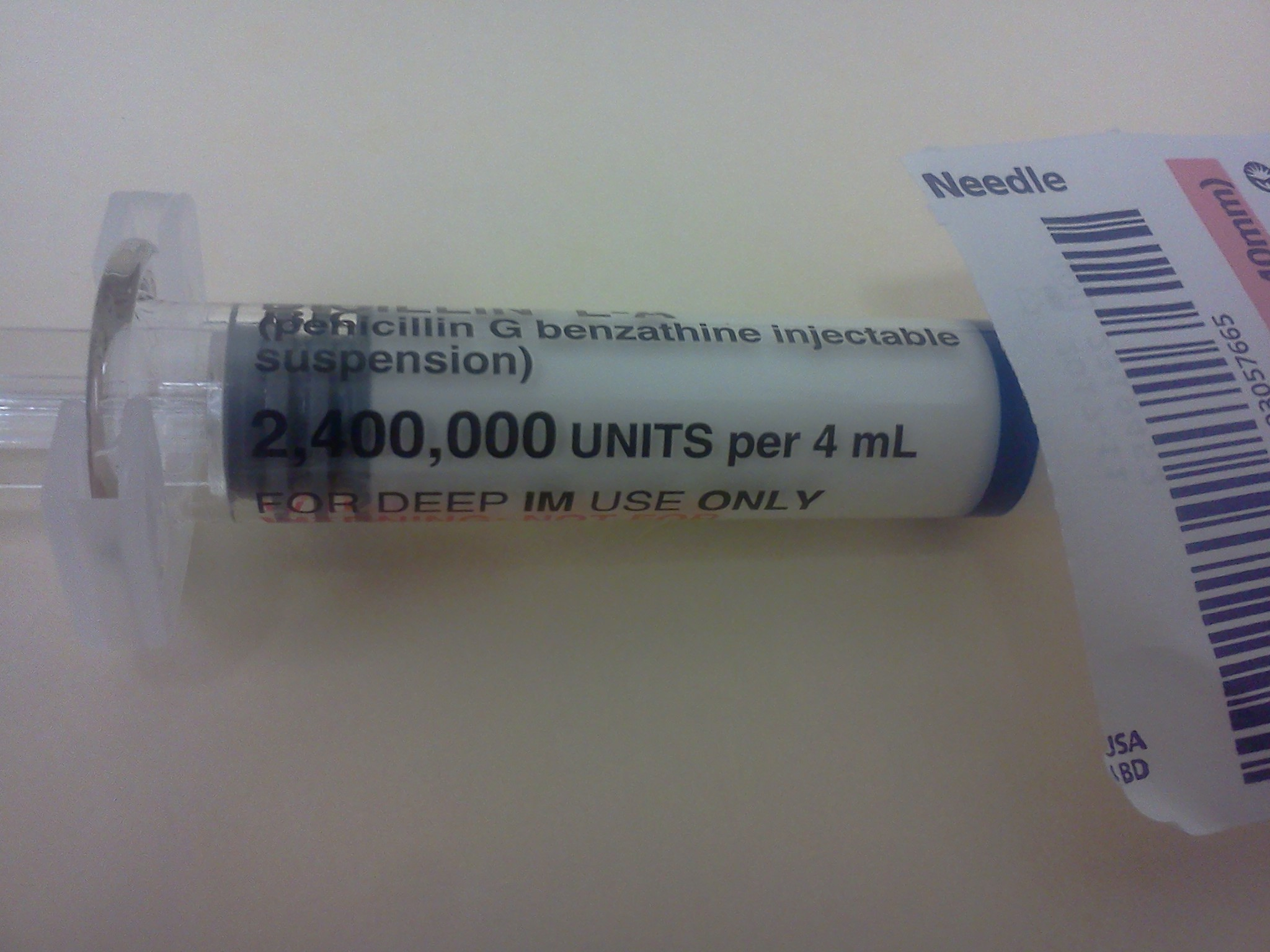
2،400،000 وحدة من Bicillin LA العلامة التجارية للبنزيل، عن طريق الحقن العضلي العميق

بنزيل بنسيللين ويعرف أيضا باسم (بنسيللين جي) هو مضاد حيوي من مركبات بيتا لاكتام ينتجه فطر المِكْنَسِيَّةُ المُعَيَّنَة بنسيليوم نوتاتوم (Penicillium notatum), وهو مضاد للكائنات الدقيقة مثل أنواع مثل المكورات العقدية، النيسرية، المستدمية النزلية، الجراثيم اللاهوائية والملتويات. بعد حقنه في العضل تبلغ تركيزه في البلازما ذروتها خلال 15-30 دقيقة، يتوزع بصورة واسعة عبر الجسم. لا يدخل السائل الشوكي الدماغي بسهولة إلا في حال التهاب السحايا، عمره النصفي في البلازما 30-45 دقيقة ويفرغ بصورة رئيسية في البول.
<! - المجتمع والثقافة ->
كان على قائمة منظمة الصحة العالمية للأدوية الأساسية، وقائمة من أهم الأدوية اللازمة لالنظام الصحي الأساسي.

## الاستعمالات
يستخدم بنزيل في علاج تشمل: الخراج، داء الشعيات، والجمرة الخبيثة، لدغات واللسعات، الخناق، التهاب الشغاف، الغرغرينا (الموات)، داء البريميات، مرض لايم والتهاب السحايا، والتهاب الأمعاء والقولون الناخر، التهاب اللفافة الناخر، التهاب الملتحمة الوليدي (إذا المكورات البنية كانت حساسة)، والوقاية في فترة الولادة من بكتيريا العقديات نوع B، البلعوم (أو التهاب اللوزتين)، والالتهاب الرئوي، والتهابات الجلد، الزهري، والكزاز، ومتلازمة الصدمة السامة، وداء ويبل.

## موانع الاستعمال
فرط الحساسية المعروف للبنسيلينات أو للسيفالوسبورينات.

## الاحتياطات
- يجب أن تكون التسهيلات متوفرة لمعالجة التأقي كلما استعملت البنسيليينات. يجب سؤال المرضى بعناية حول تفاعلات أرجية سابقة قبل إعطاء أول جرعة. إذا حصل طفح جلدي خلال المعالجة يجب تحويل المريض لصنف مضاد جرثومي مختلف. إعطاء جرعات كبيرة من بنزيل بنسيللين الصوديوم أو البوتاسيوم في الوريد بسرعة قد يسبب فرط البوتاسمية واضطرابات نظم وتوقف القلب، وبصورة خاصة في المرضى الذين لديهم تعطل في الوظيفة الكلوية.
- لا يوجد دليل على أن للبنزيل بنسيللين تأثير ماسخ لذا يمكن استعماله خلال الحمل.
- الاستعمال خلال الرضاعة: يفرز في حليب الام/ يمكن استعماله.

## الأعراض الجانبية
- تفاعلات فرط الحساسية هي الأكثر شيوعاً وتتفاوت بشدتها من طفح جلدي إلى تأقي فوري. يمكن أن يحصل ألم والتهاب عميق في موضع الزرق العضلي.
- قد يحصل أحياناً التهاب في الوريد أو التهاب الوريد الخثاري عقب إعطائه في الوريد.
- زرقه في عصب محيطي يسبب ألماً شديداً وخللاً وظيفياً.
- يمكن لتراكيز عالية من بنزيل بنسيلين في الدماغ أن تؤدي إلى تخليط (اختلاجات)، غيبوبة واعتلال دماغي مميت.
- توجد تقارير عن حوادث التهاب كلوة خلالي.
- فرط الجرعة: فرط الجرعة بجرعات وريدية كبيرة يمكن أن يسبب اختلاجات، شلل حتى أنه قد يسبب الموت. يمكن تخفيض للتراكيز الدموية المفرطة بالديال الدموي.

## التداخلات الدوائية
إذا كنت تتناول أي من الأدوية التالية أخبر الطبيب أو الصيدلاني، فقد تحتاج إلى تعديل الجرعة أو إجراء فحوصات معينة:
- بروبنيسيد.
- الكلورامفينيكول أو التتراسيكلين.
- الوبيورينول.

## اشكال الدواء
بنزيل بنسلين: مسحوق للزرق 600 مغ (=1 مليون وحدة دولية),3 غم (=5 ملايين وحدة دولية), (على شكل ملح الصوديوم أو بوتاسيوم) في بالة (قنينة) 5 مل.
- التخزين: يجب حفظ مسحوق الزرق في زجاجات بدرجة حرارة 2-8 درجة مئوية.

## الحالة الخلاصية
- دستور الأدوية البريطاني [5]